# Hans Achelis
Hans Achelis (Hastedt, 16 marzo 1865 – Lipsia, 23 febbraio 1937) è stato un archeologo e storico tedesco del Cristianesimo antico.
Professore a Königsberg, Halle, Bonn e Lipsia, e discepolo di Adolf von Harnack, seguì un indirizzo moderatamente razionalista.